# Ateloglossa glabra
Ateloglossa glabra là một loài ruồi trong họ Tachinidae.